# Saint-Pierre-du-Regard
Saint-Pierre-du-Regard és un municipi francès situat al departament de l'Orne i a la regió de Normandia. L'any 2007 tenia 1.252 habitants.

## Demografia

### Població
El 2007 la població de fet de Saint-Pierre-du-Regard era de 1.252 persones. Hi havia 547 famílies de les quals 165 eren unipersonals (56 homes vivint sols i 109 dones vivint soles), 201 parelles sense fills, 157 parelles amb fills i 24 famílies monoparentals amb fills.
La població ha evolucionat segons el següent gràfic:
Habitants censats

### Habitatges
El 2007 hi havia 659 habitatges, 564 eren l'habitatge principal de la família, 38 eren segones residències i 58 estaven desocupats. 627 eren cases i 31 eren apartaments. Dels 564 habitatges principals, 451 estaven ocupats pels seus propietaris, 109 estaven llogats i ocupats pels llogaters i 4 estaven cedits a títol gratuït; 2 tenien una cambra, 30 en tenien dues, 123 en tenien tres, 177 en tenien quatre i 232 en tenien cinc o més. 405 habitatges disposaven pel capbaix d'una plaça de pàrquing. A 271 habitatges hi havia un automòbil i a 233 n'hi havia dos o més.

### Piràmide de població
La piràmide de població per edats i sexe el 2009 era:
| Homes | Edats   | Dones |
| ----- | ------- | ----- |
| 0     | 95 o +  | 4     |
| 4     | 90 a 94 | 4     |
| 12    | 85 a 89 | 8     |
| 0     | 80 a 84 | 24    |
| 16    | 75 a 79 | 24    |
| 28    | 70 a 74 | 40    |
| 48    | 65 a 69 | 56    |
| 40    | 60 a 64 | 52    |
| 40    | 55 a 59 | 24    |
| 40    | 50 a 54 | 56    |
| 60    | 45 a 49 | 44    |
| 40    | 40 a 44 | 28    |
| 36    | 35 a 39 | 24    |
| 44    | 30 a 34 | 40    |
| 52    | 25 a 29 | 68    |
| 40    | 20 a 24 | 40    |
| 28    | 15 a 19 | 40    |
| 20    | 10 a 14 | 12    |
| 36    | 5 a 9   | 40    |
| 24    | 0 a 4   | 20    |

## Economia
El 2007 la població en edat de treballar era de 815 persones, 542 eren actives i 273 eren inactives. De les 542 persones actives 491 estaven ocupades (269 homes i 222 dones) i 51 estaven aturades (24 homes i 27 dones). De les 273 persones inactives 162 estaven jubilades, 51 estaven estudiant i 60 estaven classificades com a «altres inactius».

### Ingressos
El 2009 a Saint-Pierre-du-Regard hi havia 600 unitats fiscals que integraven 1.366,5 persones, la mediana anual d'ingressos fiscals per persona era de 17.926 €.

### Activitats econòmiques
Dels 25 establiments que hi havia el 2007, 2 eren d'empreses extractives, 2 d'empreses alimentàries, 1 d'una empresa de fabricació d'altres productes industrials, 3 d'empreses de construcció, 4 d'empreses de comerç i reparació d'automòbils, 1 d'una empresa de transport, 2 d'empreses d'hostatgeria i restauració, 1 d'una empresa financera, 2 d'empreses de serveis, 5 d'entitats de l'administració pública i 2 d'empreses classificades com a «altres activitats de serveis».
Dels 7 establiments de servei als particulars que hi havia el 2009, 1 era un paleta, 1 fusteria, 1 electricista, 1 perruqueria i 3 restaurants.
Dels 2 establiments comercials que hi havia el 2009, 1 era una botiga de menys de 120 m² i 1 una fleca.
L'any 2000 a Saint-Pierre-du-Regard hi havia 20 explotacions agrícoles que ocupaven un total de 568 hectàrees.

## Equipaments sanitaris i escolars
L'únic equipament sanitari que hi havia el 2009 era una ambulància.
El 2009 hi havia una escola elemental.

## Poblacions més properes
El següent diagrama mostra les poblacions més properes.